# Conus anemone novaehollandiae
Conus anemone novaehollandiae is een ondersoort van de zeeslakkensoort Conus anemone, uit het geslacht Conus. De slak behoort tot de familie Conidae. Conus anemone novaehollandiae werd in 1855 beschreven door A. Adams. Net zoals alle soorten binnen het geslacht Conus zijn deze slakken roofzuchtig en giftig. Zij bezitten een harpoenachtige structuur waarmee ze hun prooi kunnen steken en verlammen.